# Дунаївка
Дуна́ївка —  село в Україні, у Мелітопольському районі Запорізької області. Входить до складу Олександрівської сільської громади. Населення становить 624 осіб. Колишній орган місцевого самоврядування - Дунаївська сільська рада.

## Географія
Село Дунаївка знаходиться на відстані за 2,5 км від берега Молочного лиману.

## Історія
- 1859 - дата заснування як села Майтугай.
- В 1911 році перейменоване в село Дунаївка.
- 7 (20) листопада 1917 року, відповідно до Третього Універсалу Української Центральної Ради, увійшло до складу Української Народної Республіки[1].
- 12 червня 2020 року, відповідно до розпорядження Кабінету Міністрів України № 713-р «Про визначення адміністративних центрів та затвердження територій територіальних громад Запорізької області», село увійшло в Олександрівську сільську громаду[2][3].

## Економіка
- «Прилиманський», сільськогосподарський виробничий кооператив.

## Об'єкти соціальної сфери
- Школа.
- Дитячий садочок.
- Клуб.
- Фельдшерсько-акушерський пункт.